# Eva en août
Pour plus de détails, voir Fiche technique et Distribution.
Eva en août (La virgen de agosto) est une comédie dramatique espagnole réalisée par Jonás Trueba et sortie en 2019.

## Synopsis
Eva (Itsaso Arana) est une jeune fille de trente-trois ans qui a décidé de passer le mois d'août à Madrid. Nous ne savons rien d'elle et de son passé, si ce n'est qu'un ami qui part en vacances lui prête son appartement au centre de la capitale espagnole pour 30 jours. Pendant ces jours d'été, les fêtes de San Lorenzo et de la Virgen de la Paloma seront célébrées à Madrid. Ce sont donc des jours de fêtes de quartier et de fêtes populaires noyés dans la chaleur. Et Eva a décidé de se laisser porter par ses sens, de ne plus réfléchir et de laisser les choses se faire naturellement. Elle rencontre sur le pas de sa porte une voisine étrangère, ou une ancienne amie, aujourd'hui mère d'un bébé, qui lui reproche ses absences et ses oublis. Elle rencontre également deux jeunes étrangers, l'un anglais et l'autre gallois, avec lesquels elle passe une journée à la campagne, comme le décrit Rafael Sánchez Ferlosio dans El Jarama (es). Un après-midi, notre protagoniste rencontre Luis, un vieil ami avec lequel elle a eu une relation sentimentale orageuse, à l'entrée d'un cinéma. Et une nuit, au petit matin, elle découvre un homme seul qui semble vouloir sauter du viaduc de la rue Bailén (es). Avec ce jeune homme, acteur et serveur à temps partiel, elle noue une brève relation dans la ville chaude. Une amitié qui la marquera, pour ne plus jamais redevenir celle qu'elle était,.

## Fiche technique
- Titre original : La virgen de agosto
- Titre français : Eva en août
- Réalisation : Jonás Trueba
- Scénario : Itsaso Arana et Jonás Trueba
- Direction artistique : Miguel Ángel Rebollo
- Photographie : Santiago Racaj
- Montage : Marta Velasco
- Costumes : Laura Renau
- Production : Javier Lafuente
- Sociétés de production : La virgen de agosto, A.I.E., Los Ilusos Films, S.L.
- Pays de production :  Espagne
- Langue originale : espagnol
- Format : couleur
- Genre : comédie dramatique
- Durée : 129 minutes
- Dates de sortie :
  - République tchèque : juillet 2019 (Festival international du film de Karlovy Vary 2019)
  - Espagne : 15 août 2019
  - France : 5 août 2020

## Distribution
- Itsaso Arana : Eva
- Isabelle Stoffel : Olka
- Vito Sanz : Agos
- Joe Manjón : Joe
- María Herrador : María
- Luis Alberto Heras : Luis
- Mikele Urroz : Sofía
- Simon Pritchard : Simon
- Violeta Rebollo : Violeta
- Sigfrid Monleón : le propriétaire de l'appartement
- Francesco Carril : Francesco
- Julen Berasategui : Julen
- Lucia Perlado : Lucia
- Soleá Morente : elle-même

## Production
Trueba a tourné son cinquième long métrage dans la ville de Madrid pendant cinq semaines, entre fin juillet et fin août 2018. Parmi les sites extérieurs, citons la Plaza de Cascorro (es), la Plaza de Gabriel Miró, la Plaza de la Paja (es), la Calle de Argumosa (es), la Calle de Santa Ana (es), la Calle de las Dos Hermanas, le Temple de Debod, les Jardines de Las Vistillas (es), la Calle de Bailén (es), les jardines de Sabatini (es), le Círculo de Bellas Artes, le Madrid Río (es) ou le Viaducto de Segovia (es).
Le film a été écrit par le réalisateur en collaboration avec son actrice principale.

## Accueil

### Accueil critique
En France, le site Allociné recense une moyenne des critiques presse de 4,1/5.

## Distinctions

### Récompenses
- Festival international du film de Karlovy Vary 2019 : mention spéciale du jury[7]
- Festival du film espagnol Cinespaña de Toulouse 2019 : prix de la meilleure interprétation féminine pour Itsaso Arana et prix du meilleur scénario[8]

### Sélections
- Festival international du film de Saint-Sébastien 2019 : sélection en section Made in Spain
- Festival international du film de Mar del Plata 2019 : sélection en compétition internationale

### Nomination
- César 2021 : Meilleur film étranger[9]